# Viazovka
Viazovka (en rus: Вязовка) és un poble d'Udmúrtia, a Rússia, el 2008 tenia 64 habitants. Pertany al raion d'Alnaixi.